# Estació d'Amistat
L'Estació d'Amistat (coneguda entre el 2014 i el 2022 com a Estació d'Amistat-Casa de Salut per motius de patrocini) és una estació subterrània localitzada al barri de l'Amistat de València i que forma part de les línies 5 i 7 de l'operador Metrovalència. L'estació pertany a la zona tarifària A de Ferrocarrils de la Generalitat Valenciana (FGV) i l'Autoritat de Transport Metropolità de València (ATMV). L'adreça oficial de l'estació és el carrer dels Sants Just i Pastor, número 37.

## Història

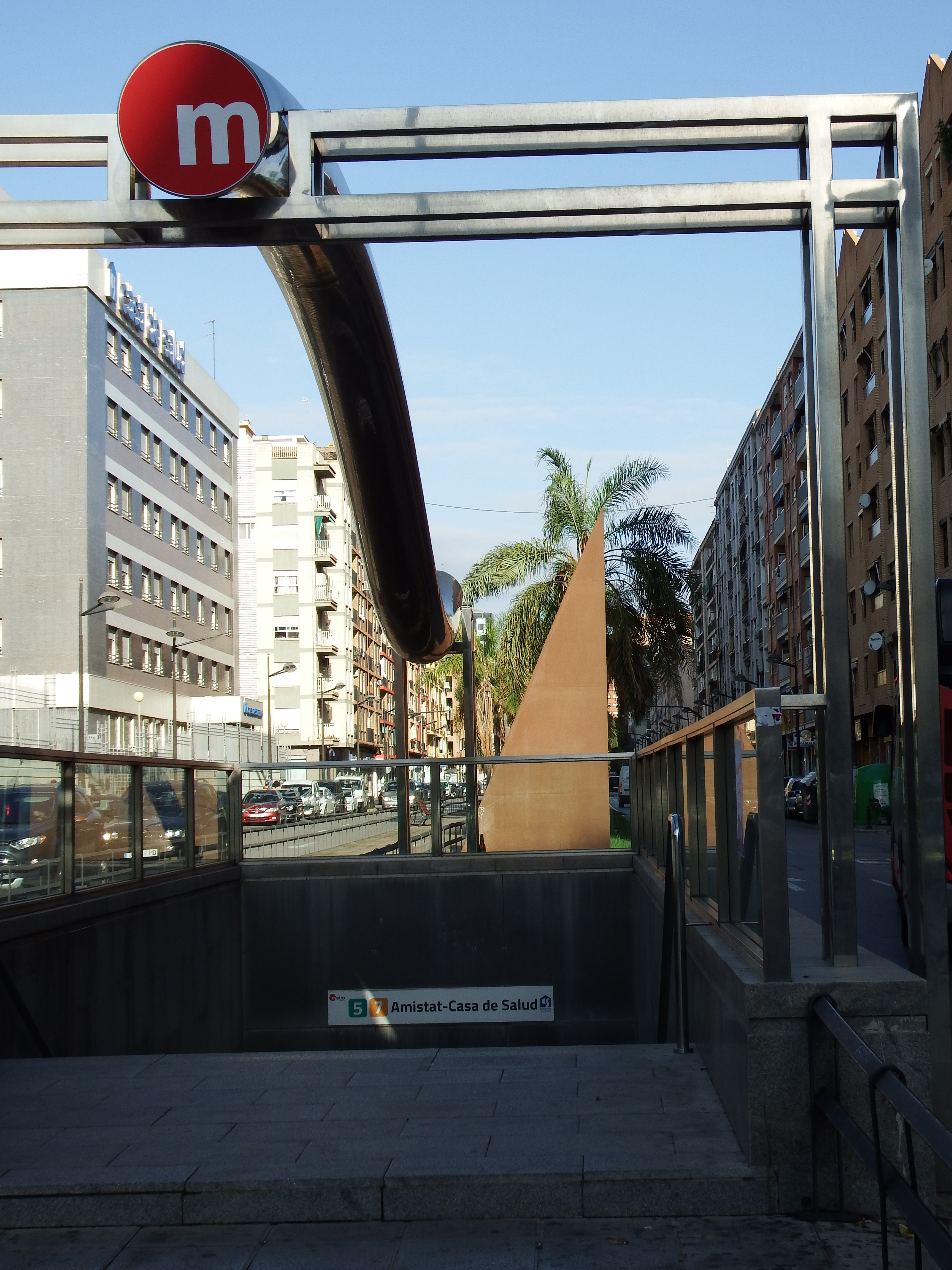
Accés amb l'antic nom (2021)

L'estació fou inaugurada el 30 d'abril del 2003 juntament amb les estacions d'Amistat i d'Aragó com les primeres de la línia 5, inaugurada també a la mateixa data i que connectava en els seus orígens els districtes d'Algirós i Camins al Grau amb el carrer Colom i l'estació homònima, al centre de la ciutat. Posteriorment, amb la creació de la línia 7, l'estació també va passar a formar part d'aquesta línia, que connectaria la zona des de l'estació de Torrent Avinguda fins a Marítim-Serrería. L'estació deu el seu nom original al barri obrer de l'Amistat, on es troba localitzada.
En el moment de la inauguració, l'estació es deia Amistat, però el 2014 passà a dir-se Amistat-Casa de Salut, fent referència a la Casa de Salut, un hospital catòlic de la zona. Així, l'estació es convertí en la primera de València amb un patrocinament al seu nom. El 2022 recuperà el nom original.

## Distribució

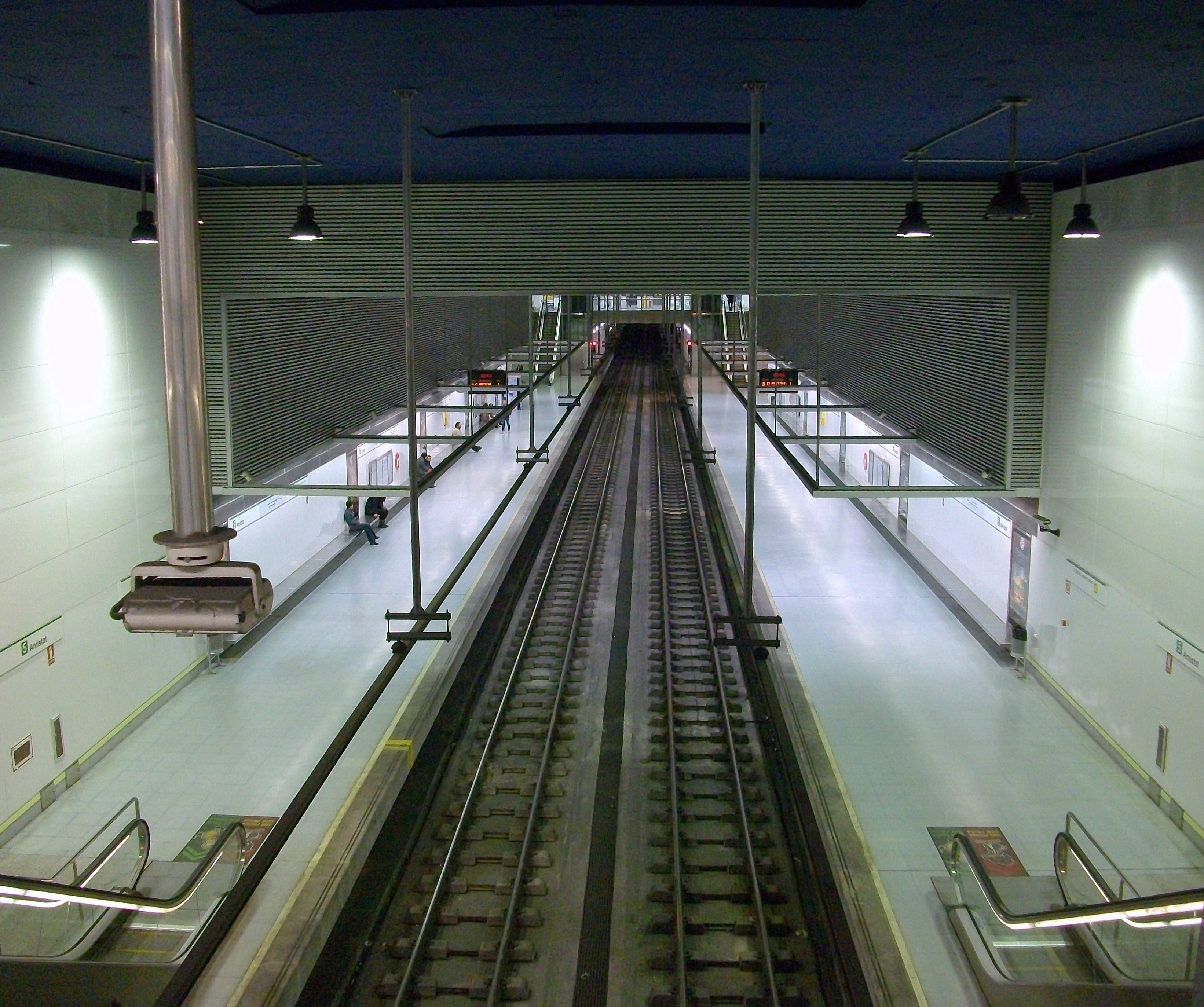
Panorma de les vies de l'estació

L'estació, de dimensions reduïdes, es troba estructurada en una planta semi-subterrània (pràcticament a nivell de carrer i accessible per una lleu escala en rampa) i en una altra planta subterrània no molt profunda on es troben dues andanes, per les quals circulen trens en direccions contràries: una andana serveix a la línia 5 i l'altra a la línia 7. Les andanes no compten amb mampares de seguretat. L'estació disposa d'accessibilitat per a persones amb discapacitat física, visual i auditiva.
L'accés a l'estació es troba al carrer dels sants Just i Pastor, números 15, 37 i 39 així com al carrer del doctor Manuel Candela, a la vora de la clínica de la Casa de Salut.

### Línies
| Procedència/Destinació | <     | Línia | >     | Procedència/Destinació |
| ---------------------- | ----- | ----- | ----- | ---------------------- |
| Aeroport               | Aiora |       | Aragó | Marítim                |
| Torrent Avinguda       | Aiora | ...   | Aragó | Marítim                |